# Museo archeologico statale di Arcevia
Il Museo archeologico statale di Arcevia (AN) è ospitato nei locali dell'ex convento di san Francesco in corso Mazzini. Accoglie una ricca collezione di reperti provenienti dal territorio arceviese a partire dai manufatti in selce di Ponte di Pietra fino ai corredi delle sepolture galliche di Montefortino. 
Dal dicembre 2014 il Ministero per i beni e le attività culturali lo gestisce tramite il Polo museale delle Marche, nel dicembre 2019 divenuto Direzione regionale Musei. Nel 2015 ha accolto 2514 visitatori.

## Il museo
La storia
Inaugurato nel 1996, il Museo nacque dall'accordo tra il Comune di Arcevia e la Soprintendenza Archeologica per le Marche per poter esporre i reperti provenienti dai siti del territorio nel loro contesto. Il primo allestimento constava di tre sale; nel 2004 si aggiunse la sala dedicata alla collezione Monti-Anselmi e venne incrementata con altri corredi la sezione relativa alla necropoli di Montefortino d'Arcevia.
Il criterio espositivo segue l'ordine cronologico: dal Paleolitico della prima sala, all'Eneolitico di Conelle, passando per l'età del Bronzo di Monte Croce Guardia e, infine, all'età ellenistico-romana di Montefortino. Recentemente, nella prima sala, è stata allestita un'aula didattica con pannelli e spazi dedicati ai più piccoli in cui si propongono attività e laboratori didattici per le scuole.
L'edificio
Il museo è ospitato nella struttura conventuale della chiesa di San Francesco, la cui prima edificazione, in stile romanico, risale al 1275, ma che si presenta ora nell'ultimo rifacimento in stile barocchetto, datato al 1750. Dal chiostro, sulle cui pareti si conservano tracce consistenti di affreschi raffiguranti vite di santi, si accede ai locali del Museo e agli altri istituti compresi nel centro culturale “San Francesco”.

## Percorso museale
Sala 1
La prima sala è dedicata all'officina litica rinvenuta in loc. Ponte di Pietra e datata al Paleolitico superiore (circa 20.000 anni fa). Questo sito è stato scavato, a più riprese, a partire dagli anni '60 e ha restituito una notevole quantità di manufatti in selce non ritoccati che ha consentito di interpretare il contesto come un luogo di approvvigionamento e lavorazione della selce. I materiali esposti sono principalmente grattatoi e bulini ma sono presenti anche nuclei e punte a dorso. Al centro della sala è stata ricostruita una porzione del giacimento archeologico utilizzando i materiali originali; si tratta di grossi nuclei di selce rossa e nera, numerose lame e schegge non ritoccate e alcuni strumenti abbandonati sul posto in fase di lavorazione.
Sala 2

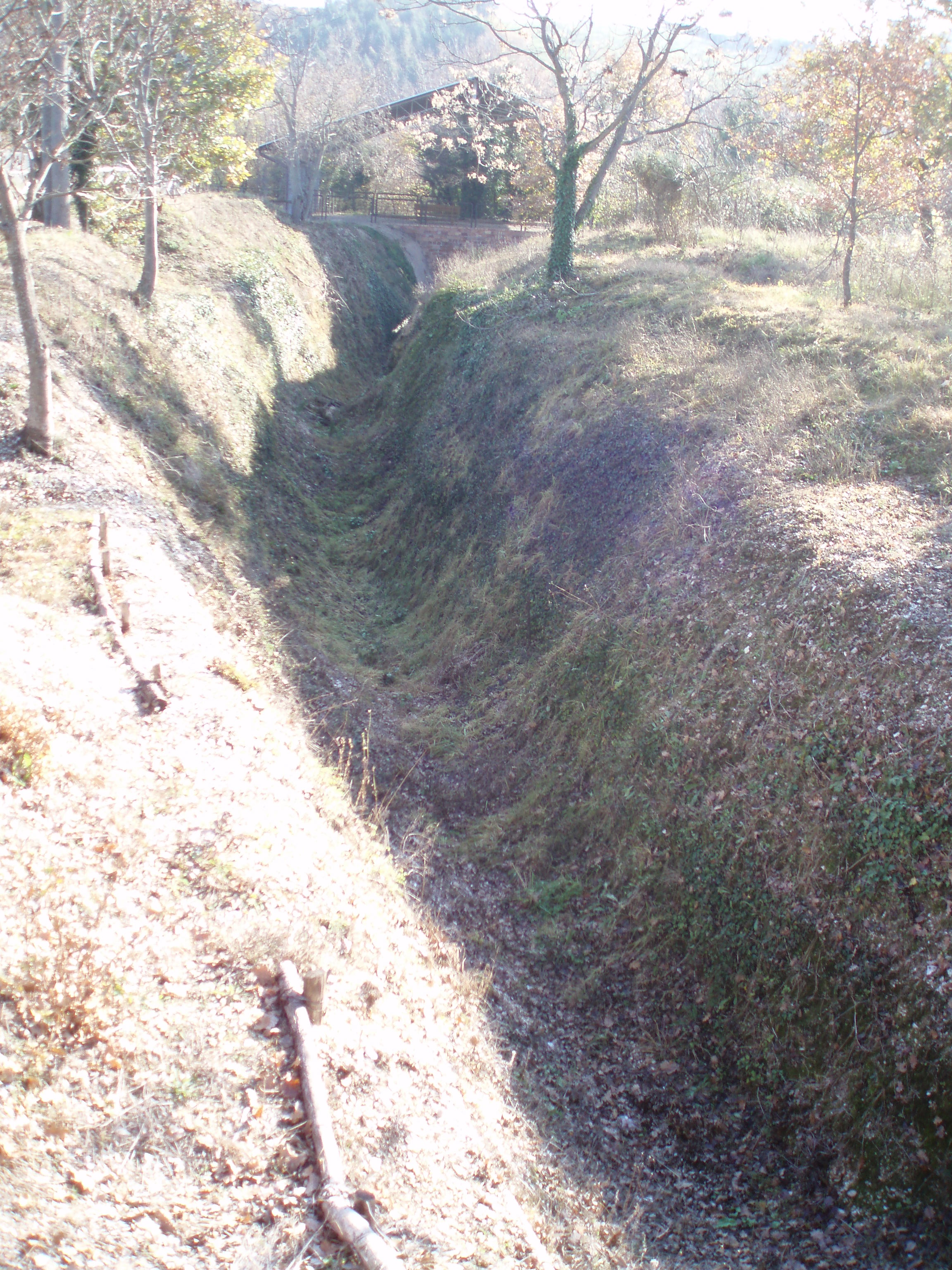
Fossato eneolitico di Conelle di Arcevia

La seconda sala ospita i reperti provenienti dal sito Eneolitico di Conelle di Arcevia; al centro dello spazio espositivo è collocato un plastico ricostruttivo dell'abitato e del relativo fossato difensivo che ha rivelato, con le indagini svolte dall'Università di Roma negli anni '60, il contesto in cui vivevano i gruppi umani preistorici in questa fase (la datazione rilevata è compresa tra il 3600 e il 2650 a.C.). Il materiale esposto è costituito da vasellame ceramico utilizzato per la conservazione e il consumo dei cibi solidi e liquidi tra cui la caratteristica brocca con orlo obliquo e versatorio recante una decorazione a punti impressi marginati da linee continue. Sono presenti anche reperti correlati ad attività domestiche quali fuseruole fittili e in pietra, una macina con pestello, spatole in osso. Relativi rispettivamente alla pratica venatoria e a quella agricola sono le punte di freccia in selce e le asce-martello in pietra levigata. Non mancano i reperti ossei riferibili agli animali domestici allevati a Conelle, come bovini, suini e ovicaprini, ma anche a fauna selvatica rappresentata da cinghiali, cervi e, in minima parte da animali predatori come l'orso.
Sala 3
La sala tre ospita i reperti di una collezione paletnologica privata formatasi tra il 1870 e il 1913: al primo nucleo, messo insieme da Augusto Monti di Nidastore, si aggiunsero successivamente i reperti raccolti nel territorio da Anselmo Anselmi, erudito locale e Ispettore Onorario degli Scavi e Monumenti di Arcevia. Nella suggestiva esposizione imitante l'allestimento originario si possono ammirare, disposti secondo i criteri tipologici in uso all'epoca, strumenti in pietra che rappresentano molte fasi della storia della produzione di manufatti litici: dai chopper e i bifacciali alle asce in pietra levigata, passando per lame, bulini, punte di freccia, permette un viaggio alla scoperta di una pagina fondamentale della storia dell'archeologia.
Sala 4
Le prime due vetrine di questa sala sono destinate ai reperti provenienti dal sito di Cava Giacometti, scavato tra il 1964 e il 1965, che ha restituito una notevole stratigrafia archeologica la cui datazione è compresa tra il Neolitico e l'età del Bronzo. I materiali, molto frammentari, appartengono a vasi contenitori in ceramica, reperti in selce e pietra levigata.
All'abitato di altura di Monte Croce Guardia sono destinate le successive due vetrine; i materiali esposti sono relativi a questo importante sito dell'età del Bronzo finale (XII-X sec. a.C.): si tratta di un vaso biconico, varie scodelle e ciotole carenate, alcune sopraelevazioni di anse, spilloni in bronzo e elementi decorativi in osso.

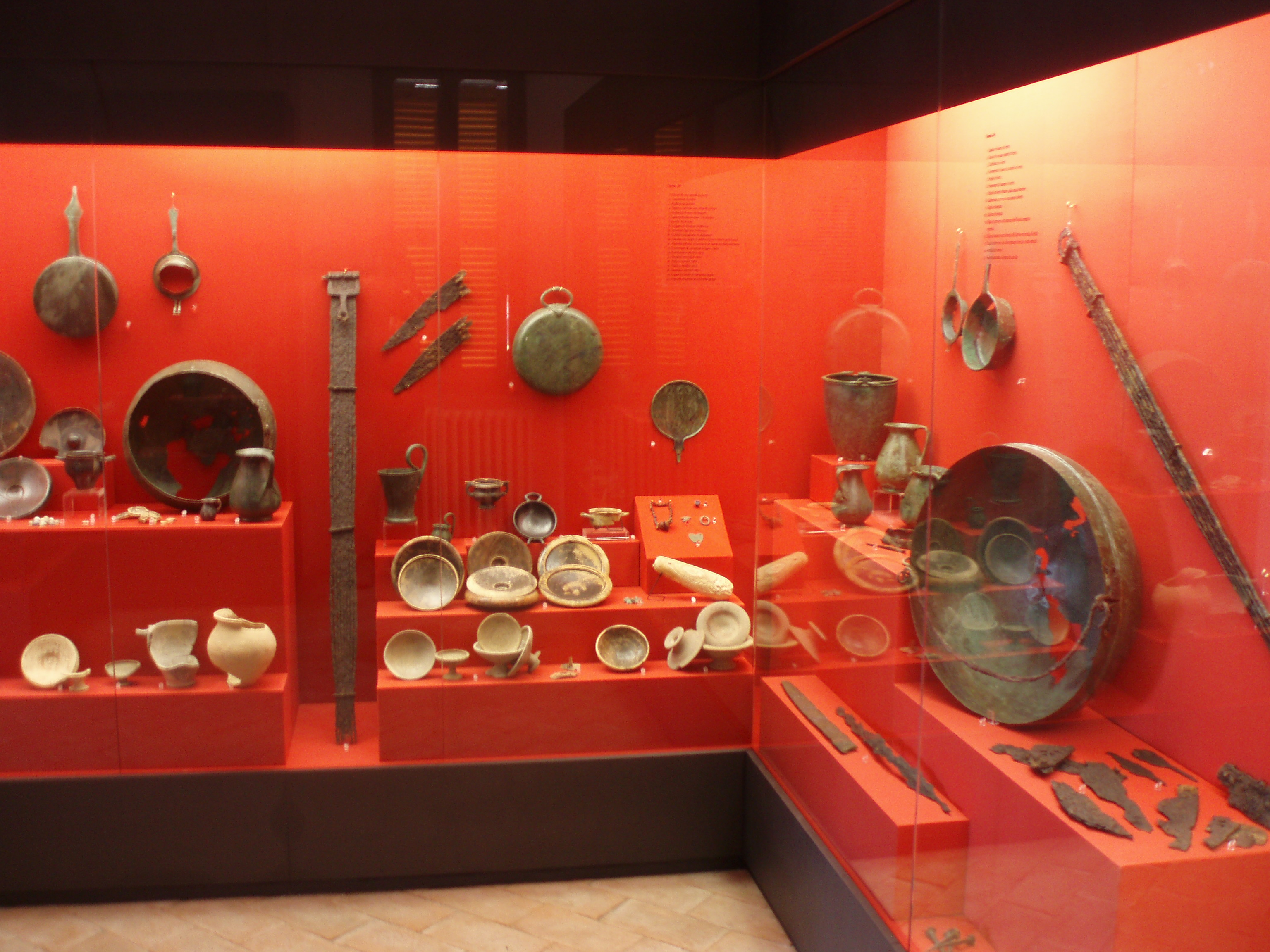
Sepolcreto gallico di Montefortino d'Arcevia - Corredo di una tomba

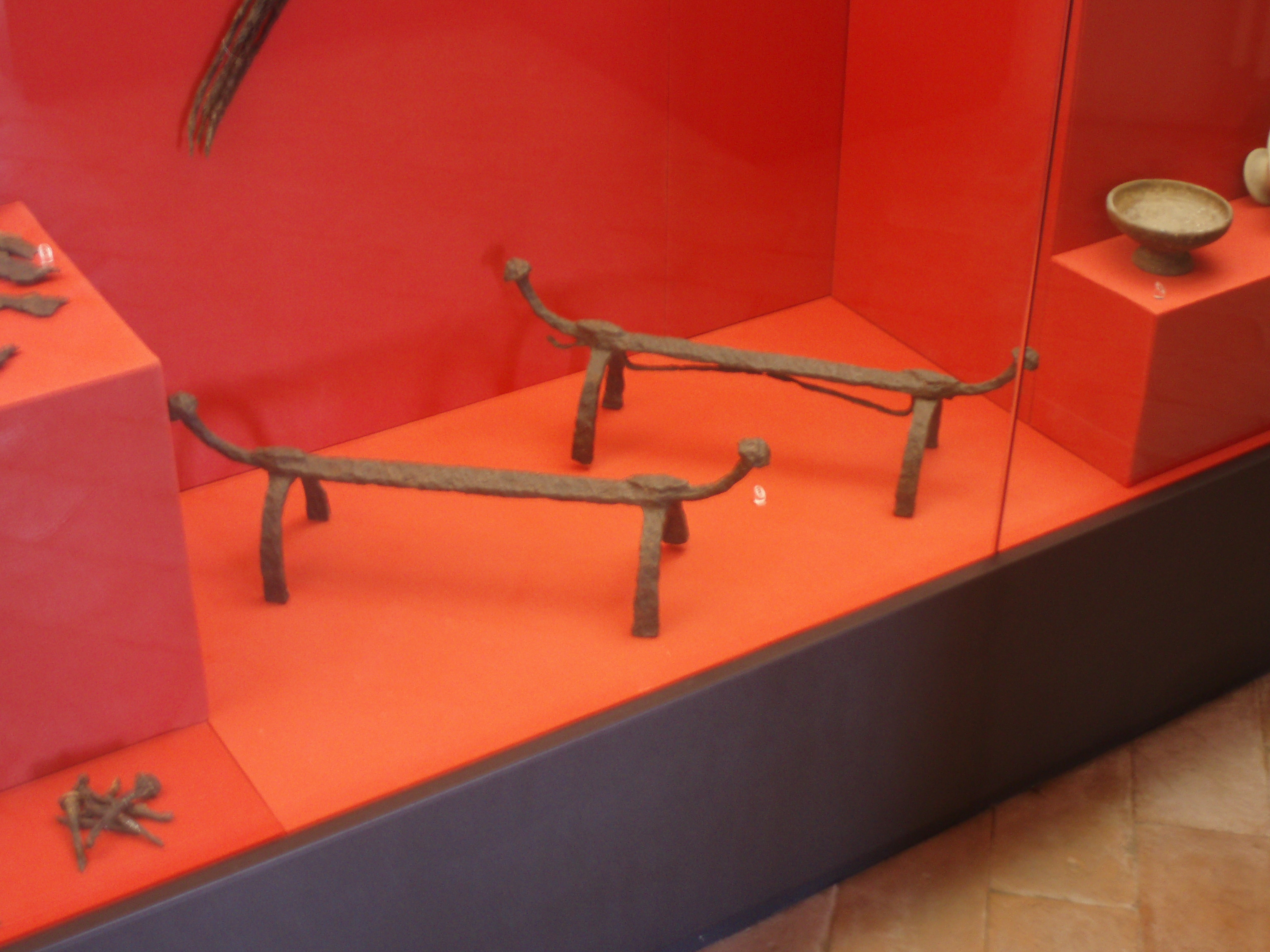
Sepolcreto gallico di Montefortino d'Arcevia - Alari

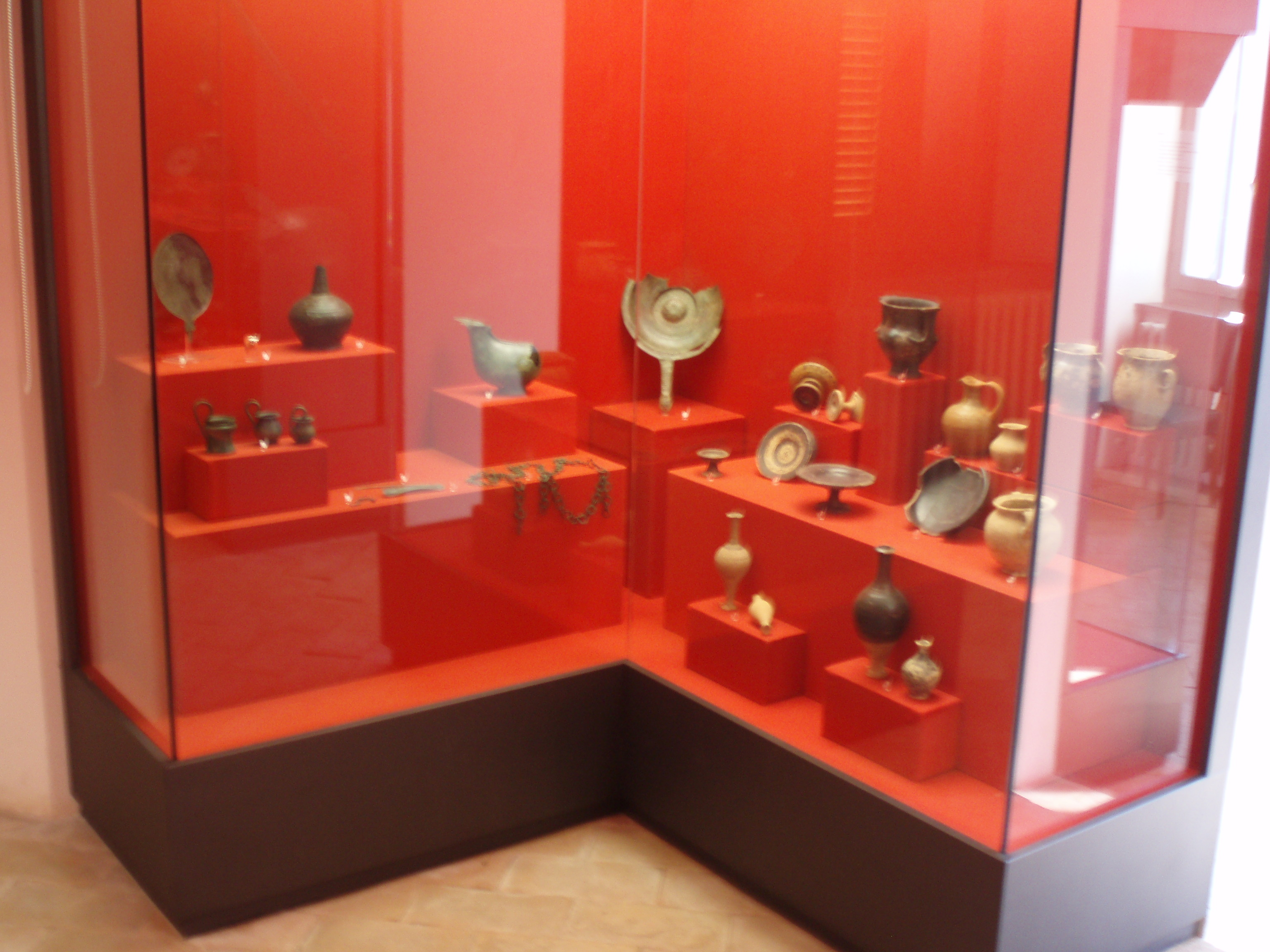
Sepolcreto gallico di Montefortino d'Arcevia - Corredo di una tomba

La seconda metà di questo spazio espositivo, così come le altre due sale rimanenti, è dedicato a Montefortino d'Arcevia, un importante sito riferibile alla presenza dei Galli Senoni, che si insediarono in questo comprensorio a partire dal IV secolo a.C. Delle tre stele “a falsa porta”, solo una è stata rinvenuta a Montefortino, ma le altre due, provenienti dal territorio, presentano la stessa tipologia con rappresentazione di una casa con tetto a doppio spiovente, comunemente interpretata come la porta di Dite, ossia l'ingresso nel mondo dei morti.
Nelle ultime vetrine trovano posto oggetti votivi di vario genere, che attestano il culto di una divinità salutare cui era probabilmente dedicato un santuario collegato alla fonte d'acqua che scorre ancora oggi. I materiali, compresi tra la prima età ellenistica e l'età romana imperiale, comprendono figure votive in lamina ritagliata, vasetti fittili miniaturistici, statuette femminili, ex voto anatomici e frammenti di grandi labra per offerte.
Sale 5-6

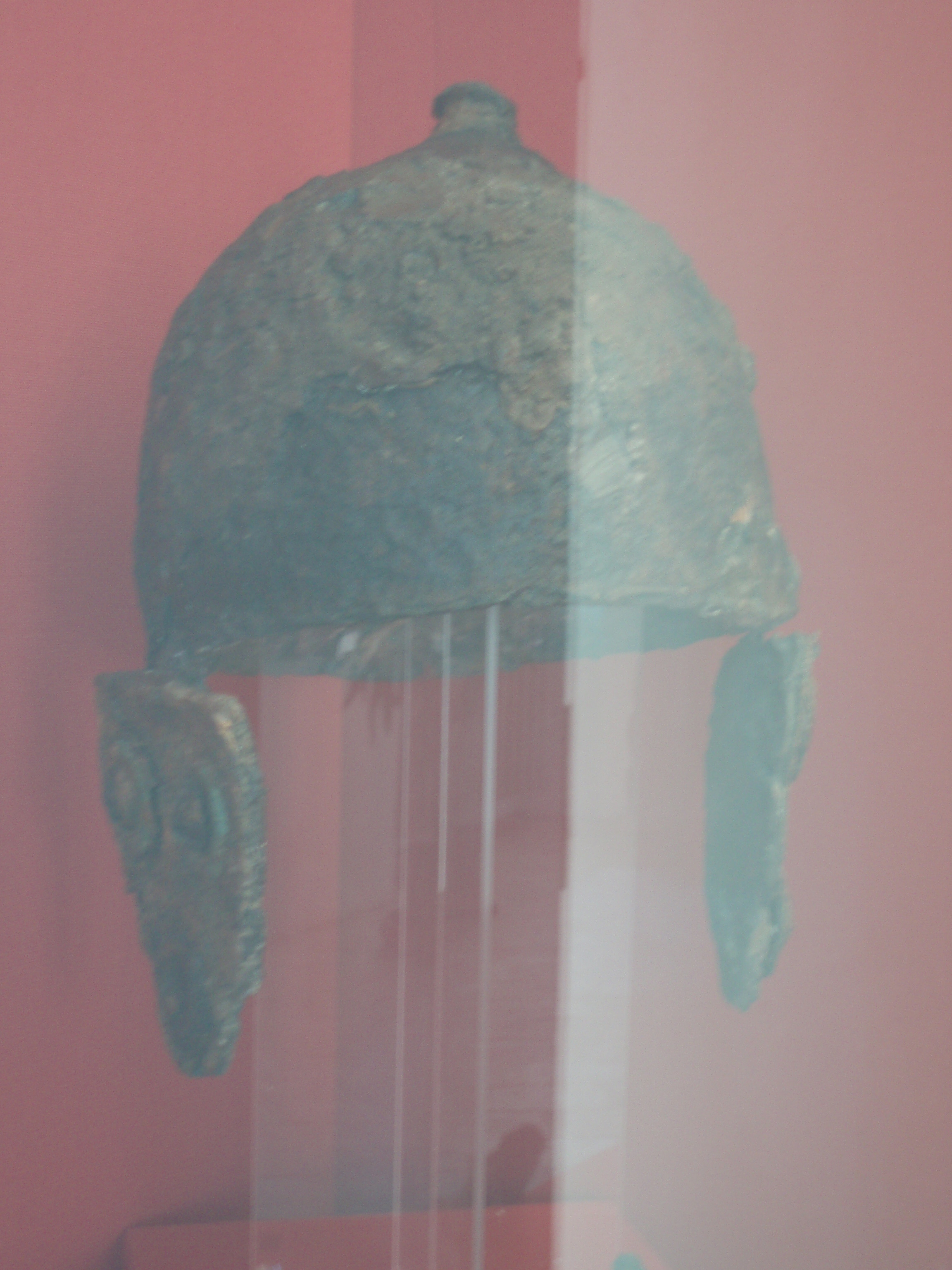
Sepolcreto gallico di Montefortino d'Arcevia - Elmo gallico tipo "di Montefortino"

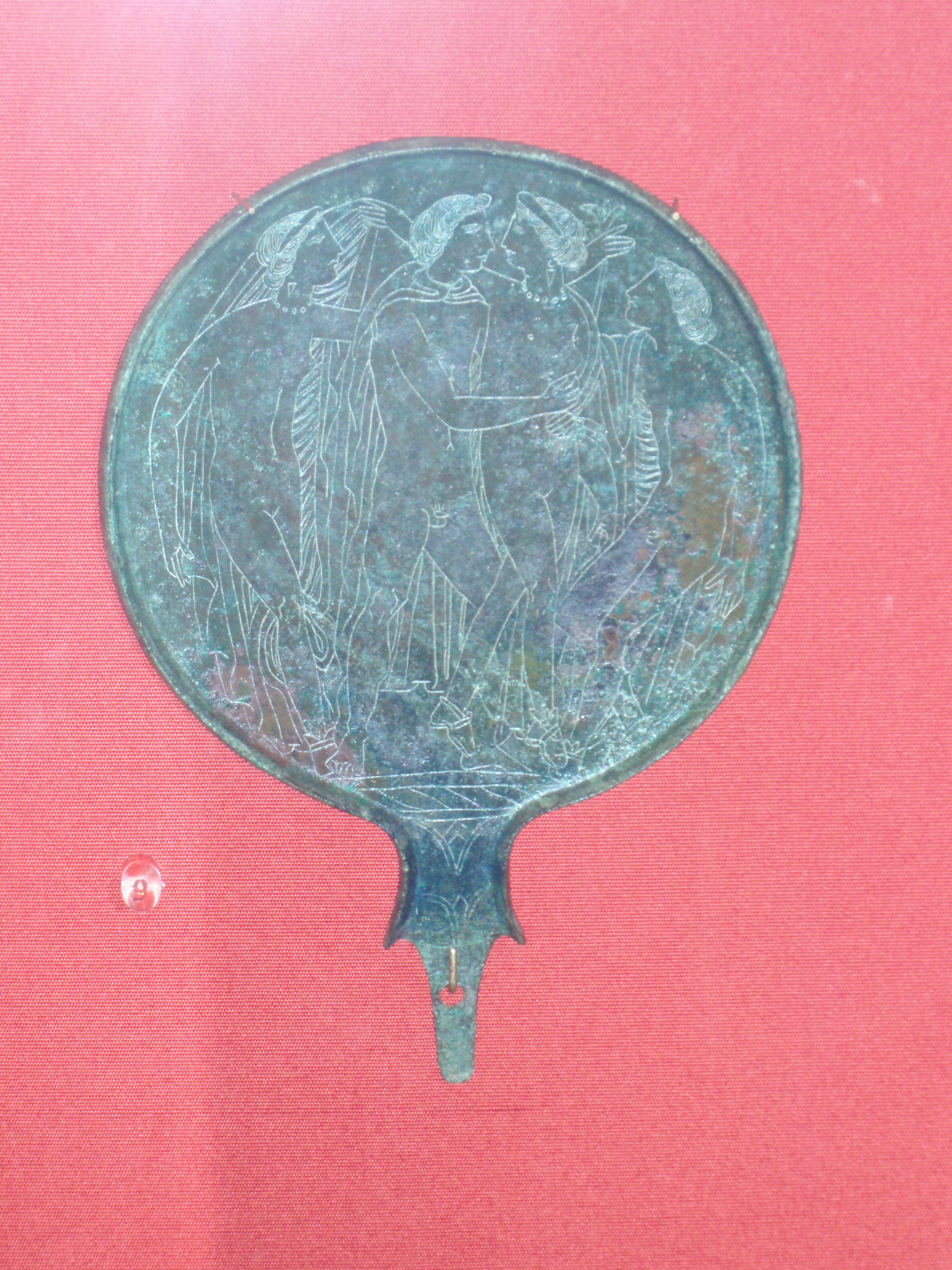
Sepolcreto gallico di Montefortino d'Arcevia - Specchio con incisioni

Sono esposti al pubblico, in un sontuoso allestimento concentrato nelle ultime due sale, i materiali di alcuni corredi (tombe 2, 9, 13, 30/30 bis, 33, 35, 39, 46, 47) della ricca Necropoli gallica di Montefortino d'Arcevia. In questa località, al centro di un pianoro denominato “i Pianetti” furono scavate sotto la direzione di Edoardo Brizio, sul finire del XIX secolo, circa 47 sepolture di uomini e donne accompagnati da straordinari corredi funerari, databili a un periodo compreso tra la metà del IV e gli inizi del II secolo a.C.
I materiali comprendono armamenti (elmi tipo “Montefortino”, spade con fodero tipo “La Tène”, lance), ornamenti in materiali preziosi, oggetti per la cura della persona (come specchi e strigili, questi ultimi frequenti anche nelle tombe femminili). La maggior parte dei materiali tuttavia riguarda i rituali del banchetto e del simposio: vasellame in ceramica figurata e a vernice nera, contenitori in bronzo (quali calderoni, teglie, olpai, colini..) e strumenti in ferro (spiedi, alari e coltelli). Quasi tutti gli oggetti, ad eccezione delle armi e di alcuni monili, sono frutto di importazione dalla Grecia, dall'Etruria, dall'Italia meridionale, a conferma dell'accelerato grado di assimilazione dei sistemi culturali italici.

## Orari di apertura
Lunedì - mercoledì - giovedì
13,30-19,30
Martedì - venerdì - sabato - domenica
8,30-13,30
Chiuso la seconda domenica del mese